# Spalax istricus
Spalax istricus és una espècie de mamífer rosegador de la família dels espalàcids. És endèmica del sud de Romania (regions d'Oltènia i Muntènia). Conforma un clade dins el gènere Spalax juntament amb S. antiquus. Es diferencia de S. graecus, del qual anteriorment era considerada una subespècie, en una sèrie de caràcters dentals. A data de 2013 tan sols se n'havien trobat sis exemplars.